# 鹿角巷 THE ALLEY
鹿角巷( 英語：THE ALLEY) 是一家總部位於台灣的連鎖手搖茶飲品牌，隸屬於 有樂股份有限公司 。該品牌於2013年5月成立，最初在台灣桃園市中壢區創立。其後，該品牌正式更名為「THE ALLEY 鹿角巷」，並逐步發展成為在全球多個國家和地區設有連鎖店的國際性飲料品牌。截至2022年，鹿角巷在全球設有約400多家分店。
鹿角巷以「創意美學」為其核心理念，將設計、美學、生活方式和創意融入消費者的體驗。這一理念體現在其店鋪空間設計、視覺品牌塑造以及產品和商品設計當中。鹿角巷的主要產品包括黑糖鹿丸鮮奶飲、光飲系列、紫米酸奶系列和白脆奶霜系列。

## 事件

### 戲劇置入性行銷
2020年5月，鹿角巷與韓劇《The King：永遠的君主》（韓語：더 킹：영원의 군주／더 킹：永遠의 君主 Deo King: Yeongwonui gunju，英語：The King: Eternal Monarch）進行合作，並在合作中提供店面給劇組進行拍攝，在劇集的多個場景中出現了鹿角巷的品牌或飲品。

### IP聯名合作
2019年11月，鹿角巷與《LINE Friends》進行地區性角色授權合作，涵蓋地區包括韓國、日本和泰國。以莎莉 (SALLY)、熊大(BROWN) 為主角，進行飲品、包裝及周邊商品等設計，周邊商品包含飲品隨行杯、帆布杯套、手機殼、耳機保護套等。
2019年12月，鹿角巷與手遊《IDOLiSH7-偶像星願-》進行台灣地區的跨界聯名活動，活動於聖誕檔期進行。參與者在門市消費即可獲得聯名聖誕卡片以及聖誕造型吸管套。為了紀念首次與《IDOLiSH7-偶像星願-》的合作，鹿角巷亦特別推出了限量合作「7色小鹿隔熱手提杯套」，並在門市佈置內擺放了聯名紀念的招牌，以供粉絲合影留念。
2020年11月，鹿角巷與《詐騙之王》進行合作，將鹿角巷奶茶系列飲品置入《大欺诈师》的第7集中。隨後，鹿角巷推出至門市購買指定系列飲品可獲得詐騙之王的限量貼紙，此合作在評論網站上引起了一些討論。
2023年1月，鹿角巷與Crunchyroll公司取得日本動漫《鏈鋸人》的授權，進行為期兩個月的地區性動漫授權合作，合作地區包含美國、加拿大與德國。鹿角巷根據動漫角色造型為靈感，設計限定版飲品。在活動期間購買聯名飲品還可獲得動漫貼紙，此舉引起當地coser（角色扮演者）前來門市參與及購買。
2022年5月，鹿角巷與「三麗鷗布丁狗」在香港地區進行角色授權合作，鹿角巷根據布丁狗的可愛形象推出了一系列限定飲品。在聯名活動期間，鹿角巷推出了多款周邊商品，如布丁狗杯套、環保吸管套組、造型繩索背包和環保杯，同時將布丁狗的元素融入店鋪佈置中。2023年6月，鹿角巷再次與「三麗鷗 布丁狗」進行合作，授權範圍僅加拿大地區。在聯名活動期間，鹿角巷以布丁狗與鹿爸比(Deer Papa)的吸管套及明信片為贈品，並推出布丁狗杯墊和背包等周邊商品，供消費者額外購買。

## 獎項認證
| 年份   | 獲提產品                                 | 獎項                               | 結果 |
| ------ | ---------------------------------------- | ---------------------------------- | ---- |
| 2023年 | 白桃烏龍茶 White Peach Oolong Tea        | Monde Selection 世界品質評鑑大賞   | 銀獎 |
| 2021年 | 熱白桃烏龍茶 White Peach Oolong Tea(Hot) | International Taste Institute ITQI | 二星 |
| 2021年 | 皇家9號奶茶 Royal No.9 Milk Tea          | International Taste Institute ITQI | 二星 |

### 國際認證
2022年鹿角巷獲得維根協會 (英國) The Vegan Society 英國素食商標，認證飲品品項如下：
- Brown Sugar Tapioca Pearl
- Brown Sugar
- Green Tea
- Peach Oolong Tea
- Blueberry Black Tea

## 全球據點
鹿角巷自2013年在台灣成立首店以來，業務遍布全球多個國家和地區。加拿大是鹿角巷第一個進入的海外市場，從2016年起陸續在安大略省、魁北克、艾伯塔、英屬哥倫比亞、曼尼托巴等省份開店。於2018年進入美國市場，先後在紐約州、內華達州、加利福尼亞州、科羅拉多州、德克薩斯州 等州開設連鎖店。
在亞洲，鹿角巷的業務最為成熟。台灣作為品牌的發源地，各地門店廣泛分布。中國大陸從2016年開始引入鹿角巷，日本從2017年首店開業以來，已在北海道至近畿等地區設有多間門店。此外,韓國、香港、新加坡、泰國、馬來西亞、菲律賓、越南等地過去幾年來也陸續開設鹿角巷的連鎖店。
在歐洲，鹿角巷也逐步拓展重要市場，於2018年進入法國，後續又在英國、德國、義大利等國家開設首店。而在大洋洲，澳大利亞目前墨爾本與雪梨均有門店開設。

## 外部連結
THE ALLEY 鹿角巷官方網站 （页面存档备份，存于）